# Katin
Katin eller norpseudoefedrin, summaformel C9H13NO, är en naturligen förekommande amfetaminalkaloid och är, tillsammans med katinon, en aktiv substans i kat  och bidrar till dess totala effekter. Det har cirka 7-10 procent av styrkan av amfetamin.
Substansen är narkotikaklassad och ingår i förteckning P III i 1971 års psykotropkonvention, samt i förteckning II i Sverige.

## Farmakologi
Liksom amfetamin, katinon och efedrin, fungerar katin som ett noradrenalinfrisättande medel (NRA). Det fungerar också som ett dopaminfrisättande medel (DRA).

## Kemi
Katin är en av de fyra stereoisomererna av fenylpropanolamin (PPA).

## Förordningar
World Anti-Doping Agencys lista över förbjudna ämnen (som används för de olympiska spelen bland andra idrottsevenemang) förbjuder katin i koncentrationer på över 5 mikrogram per milliliter i urin. Katin är ett schema III-läkemedel enligt konventionen om psykotropa ämnen. I USA klassificeras det som ett schema IV-kontrollerat ämne.
I Australien är katin officiellt endast ett schema 4-läkemedel, men är inte tillgängligt eller godkänt för någon medicinsk användning.

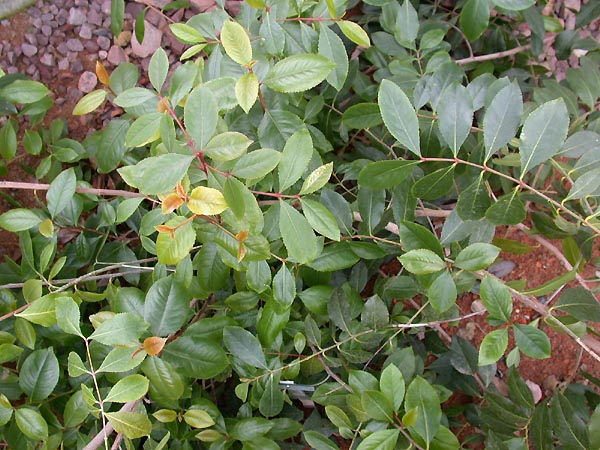
Katin finns i busken kat (Catha edulis).

I Hongkong regleras katin enligt schema 1 i Hongkongs kapitel 134 Dangerous Drugs Ordinance. Olovligt innehav är belagt med stränga böter och fängelse.

## Graviditet
Efedra, som finns i många Ephedraceae-arter, är en kinesisk och västerländsk ört som innehåller bland annat amfetamin, D-norpseudoefedrin. I National Birth Defect Prevention Study, som utfordes med 18 438 kvinnor från 10 stater i USA från 1999 till 2003, rapporterade 1,3 procent av kvinnorna att de använde efedra under graviditeten. Under försöket föddes fem fall av anencefali hos kvinnor som använde efedra, men det fanns inget statistisk signifikant samband med kvinnor som inte använde efedra (oddskvot 2,8, konfidensintervall 1,0–7,3).
En liten studie av 642 deltagare i Jemen fann att bland gravida kvinnor som tuggade kat (innehållande D-norpseudoefedrin) fanns det ingen ökad risk för dödfödsel eller medfödda missbildningar. Bland ammande kvinnor som tuggar kat finns D-norpseudoefedrin i bröstmjölk.